# 三重県立四日市西高等学校
三重県立四日市西高等学校（みえけんりつよっかいちにしこうとうがっこう）は三重県四日市市に位置する三重県立高等学校。通称「四西（よんにし）」、「西高（にしこう、せいこう）」。　全日制課程に普通科を設置している。指定校推薦で進学するものが多いが、大学に進学するものが大半を占める。最寄り駅である桜駅からは徒歩15分程かかり、校舎はやや高い標高に位置し、近くには高校をなぞるように矢合川が流れる。

## 沿革
- 1975年（昭和50年）4月8日に、 開校式を挙行（普通科を設置）する。
- 1993年（平成5年）9月1日に、 服装の規定を改定する（標準服・私服併用制を導入する）。
- 1995年（平成7年）4月1日に 、比較文化・歴史コースを新設する。
- 2003年（平成15年）4月1日に 、数理情報コースを新設する。
- 2005年（平成17年）10月1日に、創立30周年記念行事を市文化会館にて挙行する。
- 2008年（平成20年）4月1日に、 服装の規定を改定（制服の再制定）する。

## 教育過程
全日制
- 普通科
  - 普通コース （定員240名） - 数理情報コースの設立で、文系文理系の学生が多く所属するようになった。大学や専門学校への進学者が多い。
  - 比較文化・歴史コース （定員40名） - 文系の特別進学コースという位置づけ。『比較文化』と称された科目を週数回行い、文部科学省のモデルコースに指定されている。また他教科を特化した大学における一般教養的な科目を設け選択制にしている。
  - 数理情報コース （定員40名） - 理系の特別進学コースという位置づけ。当初理系への選択が2年生以降で行われたために早い段階からの進学を考えたカリキュラムが行われている。

## 学校行事
- 4月：入学式
- 5月：遠足（バスで近県の観光地へ向かう）
- 6月：創立記念日
- 6月：体育祭
- 7月：クラスマッチ（球技大会に相当）
- 9月：文化祭
- 10月：遠足
- 10月：修学旅行（2年生のみ）
- 2月：ロードレース大会（マラソン大会に相当）
- 3月：卒業式
- 3月：クラスマッチ

・3月：映画鑑賞会

## 部活動
運動部
- 陸上競技、硬式野球、サッカー（男女）（女子サッカー部は三重県最古の歴史を持ちLリーグ選手も多数輩出）、ハンドボール、硬式テニス、バレーボール、バスケットボール、バドミントン、卓球、弓道

文化部
- 美術、吹奏楽、書道、茶道、演劇、自然研究会、文芸漫画研究会、合唱、クッキング

バスケットボール部はウィンターカップ4回、インターハイ1回出場の強豪でその後にも東海大会や県大会で上位に入っている。最高成績は全国ベスト16。

## 交通
- 近鉄湯の山線 桜駅より徒歩15分
- 近鉄四日市駅西口より三重交通バス3番乗り場78系統桜台行き、03、80桜花台、桜リサーチパーク行きで「桜台口」下車徒歩4分

## 主な出身者
- 佐藤洸一（プロサッカー選手、Jリーグ・ツエーゲン金沢所属）
- 相澤舞衣（元女子サッカー選手）
- 松本さゆき（タレント、元グラビアアイドル）
- 矢田恵梨子（漫画家）
- 白木健嗣 (推理小説家)